# Szegedi képregényfesztivál
A szegedi képregényfesztivál az első vidéken, rendszeres jelleggel, megrendezésre kerülő képregényes rendezvény. Ezen eseményt legelőször 2009. november 14-én rendezték meg a csongrádi megyeszékhelyen a Somogyi-könyvtárban.

## A fesztivál története
2009-ben esély mutatkozott arra, hogy Magyarország 3. legnagyobb városában a fővárosihoz hasonló képregényes eseményt szervezzenek. Szeged tökéletes helyszínnek mutatkozott e célra, hiszen a lakosságszám mellett, az alföldi megyeszékhely egy egyetemi-kulturális központ is. Nagy valószínűséggel emiatt, Budapest után, itt található a legtöbb, képregény iránt érdeklődő személy. A „találkozó” létrejöttéhez legjobban a rendezvény helyszínéül szolgál, Somogyi-könyvtár és helyi képregény-fanatikusok járultak hozzá. Társrendezőként a Grand Café mozi is részt vett az 1. fesztiválon, ahol képregényből adaptált japán rajzfilmeket vetítettek. Az esemény egynapos, rendszerint egy novemberi szombaton kerül rá sor. Az I. szegedi képregényes eseményt mind a szervezők, mind a résztvevők sikeresnek ítélték, a maga körülbelül 500 látogatójával, így nem volt kérdéses, hogy a következő években is megrendezik azt. A tervek szerint, ha a lehetőségek úgy adódnak, több napos összejövetellé bővülne a fesztivál. Mivel Szeged a magyar-szerb határ közelében található, olyan elképzelések is felvetődtek, hogy délszláv alkotókat is meghívnának az eseményre. A találkozó egyébként valamennyi látogató számára ingyenesen megtekinthető.

## A fesztivál céljai
A rendezvény elsődleges célja az ismeretterjesztés. A látogatók árnyalt képet kaphatnak a képregényről, mint műfajról, művészeti ágról, megbizonyosodhatnak arról, mennyire színes és sokrétű ez a világ, mennyire változatos a műfaji spektruma. Számos Magyarországon a képregényes szakmában jártas, tapasztalattal rendelkező személy látogat el erre az eseményre, s tart érdekfeszítő, információ dús előadásokat a képregény-történelem gazdag múltjáról és jelenéről. Szó esik többek között a magyar, francia, amerikai és japán kultúrkörről is.
A képújságok népszerűsítése is cél, hiszen Magyarországon sokan előítéleteket táplálnak e műfajjal szemben. Manapság a képregények olvasása, gyűjtése egy szubkultúra hazánkban.
A fesztivál egyben egy kiállítás is, az első fesztiválon, a 2009-ben elhunyt Dargay Attila képregényrajzolóról és rajzfilmrendezőről emlékeztek meg a szervezők. Ennek keretében a művész úr számos munkáját tekinthette meg az érdeklődő a könyvtárban.
A találkozó lehetőséget kínál a fiatal és tehetséges magyar alkotók számára is, akik saját, szerzői kiadású képregényeiket mutathatják meg a nagyérdeműnek.
Az eseményen számos képregény-kiadással és –terjesztéssel foglalkozó cég részt vesz, ahol kiadványaik széles skálája megismerhető illetve kedvezményes áron megvásárolható.
Nemcsak az utóbbi években megjelent képregények, mangák beszerzésére van lehetőség, hanem a régebbi, ma már antikvárnak számító magyar nyelvű, valamint külföldi, rendszerint amerikai képújságok is fellelhetők korlátozott példányszámban.

## A fesztiválok kronológiája
Az eddigi fesztiválok helyszíne mindig a Somogyi-könyvtár volt, a rendezvények hivatalos plakátját Pilcz Roland szegedi képregényalkotó készítette.
| Sorszám | Év, hó, nap        | Kiemelt vendégek                                         | Megjegyzések                                                                                                  |
| 1       | 2009. november 14. |                                                          | Dargay Attila-kiállítás                                                                                       |
| 2       | 2010. november 13. | Rusz Lívia, Fujkin István                                | Rusz Lívia-kiállítás                                                                                          |
| 3       | 2011. november 19. |                                                          | Zórád Ernő-kiállítás; november 18-án ugyanott részben képregényes témájú konferencia (A vonal üzenete)        |
| 4       | 2012. november 17. | Haui József                                              | Haui József-kiállítás, Miklosovits László-kiállítás, Pókember-kiadványok kiállítása, kiemelt téma Pipás Pista |
| 5       | 2013. november 16. |                                                          | Rejtő-Korcsmáros-Garisa-kiállítás, Kovács Zsigmond portrékiállítása, kiemelt téma Móra Ferenc munkássága      |
| 6       | 2014. november 15. | Varga Zoltán                                             | Varga "Zerge" Zoltán-kiállítás, Halmi Zsolt-kiállítás                                                         |
| 7       | 2015. november 21. | Bane Kerac (Szerbia)                                     | Star Wars-kiállítások, Magyarok az Isonzónál kiállítás                                                        |
| 8       | 2016. november 19. | Fazekas Attila                                           | 1956-os képregények és Transformers kiállítás, utána börze a Nyugi kertben                                    |
| 9       | 2017. november 18. | Zivkov Andricin István és az erdélyi Fantomatika magazin | Haui József-kiállítás, Lengyel történelmi képregénykiállítás                                                  |
| 10      | 2018. november 14. | Haui József                                              | A Nagy Háború görbe tükörben karikatúrakiállítás, emlékezés Stan Lee-re                                       |

## Lásd még
- I. szegedi képregényfesztivál
- II. szegedi képregényfesztivál